# 多佛 (明尼蘇達州)
多佛（英語：Dover）是一個位於美國明尼蘇達州奧姆斯特德縣的城市。

## 人口
根據2020年美國人口普查的數據，多佛的面積為2.60平方千米，皆為陸地。當地共有人口782人，而人口密度為每平方千米301人。